# Beinn Iutharn Mhòr
Beinn Iutharn Mhòr är ett berg i Storbritannien.   Det ligger i kommunen Perth and Kinross och riksdelen Skottland, i den norra delen av landet, 600 km norr om huvudstaden London. Toppen på Beinn Iutharn Mhòr är 1 045 meter över havet, eller 248 meter över den omgivande terrängen. Bredden vid basen är 3,7 km.
Terrängen runt Beinn Iutharn Mhòr är huvudsakligen lite kuperad.Runt Beinn Iutharn Mhòr är det mycket glesbefolkat, med 7 invånare per kvadratkilometer. Närmaste större samhälle är Braemar, 16,1 km nordost om Beinn Iutharn Mhòr. Trakten runt Beinn Iutharn Mhòr består i huvudsak av gräsmarker.